# Teliapsocus conterminus
Teliapsocus conterminus är en insektsart som först beskrevs av Walsh 1863.  Teliapsocus conterminus ingår i släktet Teliapsocus och familjen Dasydemellidae. Inga underarter finns listade i Catalogue of Life.